# Gilles Bélanger
Pour les articles homonymes, voir Bélanger.
Gilles Bélanger, né le 23 janvier 1958 à Ville St-Laurent (Montréal), est un homme d'affaires et un homme politique québécois, élu député de Orford à l'Assemblée nationale du Québec sous la bannière de la Coalition avenir Québec lors des élections générales du 1er octobre 2018. Le 28 février 2025, à la suite de la démission d'Éric Caire, François Legault le nomme ministre de la Cybersécurité et du Numérique.

## Biographie
Né le 23 janvier 1958 à Ville St-Laurent, ville maintenant fusionnée à Montréal.

### Études
Il fait des études en mathématiques, en informatique et en génie industriel au Canada et aux États-Unis.

### Carrière professionnelle
En 1983, à la suite de ses études, il débute chez Coopers & Lybrand Canada où il s'occupe de la gestion des opérations, du redressement d’entreprises, de l'optimisation de la chaine logistique et de l'amélioration de la productivité.
Il quitte l'entreprise en 1985 pour devenir PDG et actionnaire principal de BGM Groupe Logistique et pour fonder BGM Multimédia, une des premières entreprises actives dans le secteur numérique. Il y reste jusqu'en 1998 où il étend sa carrière sur le plan international. Cela l'amène, de 1999 à 2005, à travailler aux États-Unis à titre d’associé principal pour la firme internationale Andersen Business Consulting, firme qui regroupe plus de 1000 professionnels à travers le monde.
En 2005, c'est le retour au Québec où il s'implique à développer Magog et sa région autant sur le plan économique que social. Déjà depuis mai 2014, président d’Inovimo et président-directeur général d’Îlot Innovation & cies, un projet de développement en technologies de l’information, il contribue à développer Magog comme un centre de l’innovation technologique. En septembre 2017, le Quartier de l'innovation est inauguré avec la présence d'environ 200 entrepreneurs de l'industrie.
Il fonde le Carrefour Santé Globale, un mini centre commercial basé sur l'alimentation et la santé incluant une clinique médicale et d'autres entreprises reliées à la santé. Sportif, Bélanger qui a participé à plus d’une dizaine de Ironman en triathlon longue distance, s'intéresse à la combinaison sports-études et fonde en 2007 l’École Montessori Magog.

### Carrière politique
Le 10 août 2018, François Legault, chef du la Coalition avenir Québec, présente Gilles Bélanger comme le candidat pour son parti dans la circonscription de Orford aux prochaines élections. Ce dernier remporte la victoire lors des élections générales du 1er octobre 2018 et devient député à l'Assemblée nationale du Québec. Il met ainsi fin à 45 ans de règne libéral dans Orford. La circonscription d'Orford n'avait jamais été représenté par un autre parti depuis sa création en 1972.
Le 7 novembre 2018, il est nommé adjoint parlementaire du ministre de l'Économie et de l'Innovation (volets économie et Internet haute vitesse). À la mi-novembre, il joint à son équipe son ex-adversaire durant l'élection, la candidate du Parti vert du Québec Stéphanie Desmeules,. Cette dernière devient son attachée en matière d’environnement.
Gilles Bélanger est réélu lors des élections du 3 octobre 2022.

## Vie personnelle
Gilles Bélanger est père de deux enfants avec Martine Delage et de trois enfants avec Sarah Bouchard. Il est maintenant marié à Stéphanie Desmeules, architecte paysagiste et artiste visuelle.

## Résultats électoraux
|                                                                                               | Nom                       | Parti                    | Nombre de voix | %      | Maj.  |
| --------------------------------------------------------------------------------------------- | ------------------------- | ------------------------ | -------------- | ------ | ----- |
|                                                                                               | Gilles Bélanger (sortant) | Coalition avenir         | 14 084         | 42,9 % | 8 786 |
|                                                                                               | Kenza Sassi               | Québec solidaire         | 5 298          | 16,2 % | -     |
|                                                                                               | Vicki-May Hamm            | Libéral                  | 4 917          | 15 %   | -     |
|                                                                                               | Monique Allard            | Parti québécois          | 4 463          | 13,6 % | -     |
|                                                                                               | Martin Lamontagne Lacasse | Conservateur             | 3 567          | 10,9 % | -     |
|                                                                                               | Mark Gandey               | Parti canadien du Québec | 354            | 1,1 %  | -     |
|                                                                                               | Joel Lacroix              | Démocratie directe       | 109            | 0,3 %  | -     |
| Total                                                                                         | Total                     | Total                    | 32 792         | 100 %  |       |
| Le taux de participation lors de l'élection était de 71,2 % et 319 bulletins ont été rejetés. |                           |                          |                |        |       |

|                                                                                               | Nom                      | Parti               | Nombre de voix | %      | Maj.  |
| --------------------------------------------------------------------------------------------- | ------------------------ | ------------------- | -------------- | ------ | ----- |
|                                                                                               | Gilles Bélanger          | Coalition avenir    | 12 117         | 40,1 % | 4 569 |
|                                                                                               | Guy Madore               | Libéral             | 7 548          | 25 %   | -     |
|                                                                                               | Annabelle Lalumière-Ting | Québec solidaire    | 5 406          | 17,9 % | -     |
|                                                                                               | Maxime Leclerc           | Parti québécois     | 3 744          | 12,4 % | -     |
|                                                                                               | Stéphanie Desmeules      | Vert                | 881            | 2,9 %  | -     |
|                                                                                               | Joseph Tremblay-Bonsens  | Conservateur        | 344            | 1,1 %  | -     |
|                                                                                               | Tommy Poulin             | Citoyens au pouvoir | 211            | 0,7 %  | -     |
| Total                                                                                         | Total                    | Total               | 30 251         | 100 %  |       |
| Le taux de participation lors de l'élection était de 70,7 % et 420 bulletins ont été rejetés. |                          |                     |                |        |       |